# Албена Данаилова
Албена Боянова Данаилова е българска цигуларка, концертмайстор на Виенската държавна опера.

## Биография
Родена е в София, в семейството на цигуларя Боян Данаилов и пианистката Виолета Попова. Завършва Националното музикално училище „Любомир Пипков“ и Националната музикална академия „Проф. Панчо Владигеров“ в София при Нели Желева и проф. Дора Иванова. След това завършва Висшето училище за музика и театър в Рощок, Германия при проф. Петру Мунтеану.
Работи като концертмайстор на Лондонската филхармония и първа цигулка на Баварската държавна опера. През 2008 г. печели конкурс за концертмайстор на оркестъра на Виенската държавна опера, като става първата жена заела този пост. От 2010 г. е назначена за постоянно.